# Azúcar amargo
«Azúcar amargo» es una canción de la cantautora mexicana Fey incluida en su segundo álbum de estudio Tierna la noche de 1996. Fue escrita por Mario Ablanedo y producida por José Ramón Flórez. Musicalmente, el tema siguió la línea del álbum debut de Fey y narra la historia de una ruptura amorosa.  
Se lanzó en octubre de 1996 como primer sencillo del álbum por la compañía discográfica Sony Music. La canción recibió críticas positivas y se volvió en un rotundo éxito en toda América Latina. Tuvo una buena recepción comercial y entró al Top 10 de las listas musicales en México, Estados Unidos, España y toda Sudamérica. En los Estados Unidos la canción lideró el listado de los Billboard Latin Pop Airplay y en México impulso las ventas del disco Tierna la noche el que certificó disco de oro al primer día de su publicación. 
El video musical de «Azúcar amargo» fue grabado en un museo en México y en este se usó elementos clásicos como agua y fuego. La canción ha sido interpretada por la cantante en sus diferentes giras como en el Tour Tierna la noche (1997), Tour de los sueños (1999) y la más reciente Todo lo que soy (2013). «Azúcar amargo» ganó tres nominaciones en los Premios Eres en 1996 y ha sido incluida en Las 100 grandiosas canciones de los 90s en español.

## Antecedentes y composición
Fey viajó a Italia para grabar su nuevo disco en 1995. Flórez le presentó varias canciones, entre estas «Azúcar amargo». Según la cantante, ella y el tema tuvieron una conexión inmediata pese a no haber vivido algún episodio semejante a lo que describe la letra de la canción al punto de llorar al momento de grabarlo. «Azúcar amargo» fue lanzado como primer sencillo en octubre de 1996 y abrió la promoción de Tierna la noche en toda Latinoamérica, convirtiéndose en un éxito desde el momento de su lanzamiento en diferentes emisoras radiales de la región. 
La música de «Azúcar amargo» fue compuesta por David Boradoni. En ella se distinguen el dance pop y el bubblegum pop. Inicialmente tiene un arreglo de piano y cambia bruscamente al sonido pop. La letra de la canción narra el descubrimiento del engaño de un hombre a una mujer y como esta decide terminar la relación por lo sano pese a que lo siga amando. En la letra también se aprecia odio y desprecio interno que no es manifestado.
Muchos fanes aseguraron en su momento que la canción hablaba sobre un adicto y el miedo a perder a su pareja a esta razón ocultándose la amarga verdad.

## Recepción crítica
Según Allmusic, «Azúcar amargo» tiene un tarareo de placer culpable, destilando nostalgia con un sentimiento agridulce en su estribillo persistente. 
«Azúcar amargo» se lanzó como primer sencillo en noviembre de 1996 del segundo álbum de estudio de Fey llamado Tierna la noche, rápidamente la canción se volvió éxito, siendo el más reconocido en toda su carrera hasta la fecha. La canción se posicionó en los primeros puestos de los principales charts de países latinoamericanos, alcanzando el puesto #1 en México (durante cuatro semanas consecutivas), Colombia, Chile, Argentina, Bolivia, Perú, ( #1 10 semanas consecutivas), en Venezuela fue #2 y España donde fue #7. Incluso en Brasil donde la versión en portugués "Açúcar Amargo" figuró dentro del Top100 debido a la publicación como sencillo promocional para la edición en portugués del álbum. Mientras que en Estados Unidos la canción se mantuvo en el puesto #1 de la lista Hot Latin Pop y el #8 del Hot Latin Songs .
«Azúcar amargo» también fue muy popular en las radios, durante el verano de 1997 la canción fue todo un suceso en las principales estaciones de radio de los países de América Latina.
Fey realizó una fuerte promoción para este sencillo, prueba de esto es la enorme cantidad de veces que la ha presentado en vivo en diferentes shows televisivos de América Latina y España.
Existe también una versión en inglés  de la canción titulada "Bitter Sugar".
El tema forma parte del musical Verdad o reto basado en canciones de los 90'.

## Video musical
El video musical de "Azúcar Amargo" fue dirigido por Luis de Velasco y fue estrenado el mes de octubre de 1996. Comienza con Fey dibujando un retrato de su novio, a la vez que se le desprende una lágrima, lo que ocasiona que comience a recordar aquella relación. De repente el video entra en un estilo más movido y enérgico donde Fey se muestra caminando en un callejón cantando la canción. El video se mezcla con imágenes en la que Fey aparece junto a un grupo de bailarines realizando una simple coreografía en las escaleras de lo que parece una fábrica. Esta coreografía, que consiste en mover con mucha precisión las piernas casi sin soltarlas del piso y moviendo incesantemente los brazos, se convirtió en toda una innovación entre el público adolescente.
La imagen de Fey es la típica de una chica adolescente dulce, angelical y simpática; con su estilo de vestimenta que logró convertir en una moda popular adolescente en aquella época. El video también contiene una secuencia animada en la que uno de los retratos del novio de Fey toma vida.
El vídeo logró gran sintonía en canales musicales y diferentes espacios de música en TV por toda Latinoamérica.
Finalmente, el video finaliza con el retrato de su novio desapareciendo en llamas, mientras Fey se oculta solitaria en su habitación.

## Premios otorgados
«Azúcar Amargo» le permitió a Fey los siguientes premios en diferentes eventos durante el año 1996:
- Mejor Canción Mexicana
- Mejor Tema Bailable
- Mejor Video Mexicano

## Posiciones
| Listas (1996-1997)                        | Posición más alta |
| ----------------------------------------- | ----------------- |
| Argentina Singles Chart                   | 1                 |
| Bolivia Singles Chart                     | 1                 |
| Brasil Singles Chart Versión en portugués | 98                |
| Monitor Latino (México)                   | 2                 |
| Perú Singles Chart                        | 1                 |
| España Singles Chart                      | 7                 |
| Colombia Singles Chart                    | 1                 |
| Venezuela                                 | 2                 |
| Billboard Hot Latin Songs                 | 8                 |
| Billboard Latin Pop Songs                 | 1                 |